# Гребинюк, Александр Викторович
Александр Викторович Гребинюк (23 июня 1981) — украинский футболист, нападающий.

## Игровая карьера
Начинал играть во второй лиге чемпионата Украины в комсомольском ФК «Горняк-Спорт» и дубле полтавской «Ворсклы». В 2000 году перешёл в «Кривбасс», где 12 июня того же года в матче против «Прикарпатья» дебютировал в высшей лиге. Заменив на 60 минуте игры Александра Паляницу, Гребинюк уже на 81 минуте забил гол в ворота ивано-франковцев. Этот гол в дебютном матче стал единственным в карьере игрока в высшем дивизионе.
Не сумев за четыре сезона стать основным нападающим криворожан, Гребинюк в 2003 году перешёл в «Прикарпатье», сменившее со временем название на «Спартак» (Сумы). Далее играл в командах низших дивизионов «Николаев», «Александрия», «Десна», «Львов», «Нива» (Тернополь) и «Полтава-2-Карловка». Наиболее успешным был период выступлений в составе «Александрии», где Гребинюк провёл 103 матча и забил 28 голов. В сентябре — октябре 2005 года Александр забивал в ворота соперников александрийцев в семи матчах подряд. В последнем матче серии нападающий выдал хет-трик в ворота соседей из кировоградской «Звезды».